# Pawel Konstantinowitsch Koltschin
Pawel Konstantinowitsch Koltschin (russ.: Павел Константинович Колчин; * 9. Januar 1930 in Jaroslawl; † 29. Dezember 2010 in Otepää, Estland) war ein sowjetischer Skilangläufer und -trainer.

## Werdegang
Koltschin wurde im Jahr 1955 Zweiter beim Holmenkollen Skifestival im 50-km-Lauf und Dritter bei den Lahti Ski Games im 18-km-Lauf. Im folgenden Jahr holte er bei den Olympischen Winterspielen in Cortina d’Ampezzo jeweils die Bronzemedaille über 15 km und 30 km und die Goldmedaille mit der Staffel. Zudem errang er über 50 km den sechsten Platz. Ende Februar 1957 gewann er den 15-km-Lauf bei den Lahti Ski Games. Bei den Nordischen Skiweltmeisterschaften 1958 in Lahti holte er über 15 km, über 30 km und mit der Staffel jeweils die Silbermedaille. Im März 1958 siegte er beim Holmenkollen Skifestival über 15 km und über 50 km. Vier Jahre später gewann er bei den Nordischen Skiweltmeisterschaften 1962 in Zakopane die Bronzemedaille mit der Staffel. Im Jahr 1963 wurde er Sechster beim Holmenkollen Skifestival über 50 km und Dritter bei den Svenska Skidspelen in Falun mit der Staffel. Bei den Olympischen Winterspielen 1964 in Innsbruck gewann er die Bronzemedaille mit der Staffel. Zudem errang er dort den sechsten Platz über 15 km.
Koltschin siegte bei sowjetischen Meisterschaften sechsmal mit der Staffel (1953–1955, 1957, 1958, 1964), viermal über 15 km (1956, 1957, 1963, 1964), dreimal über 30 km (1956, 1957, 1963) und einmal über 70 km (1963). Für seine Verdienste erhielt er drei Orden: Zwei Orden des Roten Banners der Arbeit (1957 und 1973) und ein Ehrenzeichen (1970). Darüber hinaus wurde er 1963 als erster Russe mit der Holmenkollen-Medaille gemeinsam mit seiner Ehefrau und ehemaligen Skilangläuferin Alewtina Koltschina geehrt. Ihr gemeinsamer Sohn ist der ehemalige Nordische Kombinierer Fjodor Koltschin.
Nach seiner aktiven Laufbahn war er als Trainer tätig, unter anderem acht Jahre lang für die sowjetische Skilanglauf-Nationalmannschaft (1968–1976). Nachdem er viele Jahre in Estland gelebt hatte, nahm er 1996 die estnische Staatsbürgerschaft an.